# Bakonybél
Bakonybél è un comune dell'Ungheria di 1.445 abitanti (dati 2001). È situato nella contea di Veszprém.